# Governo Kohl III
Il terzo governo Kohl è stato il sedicesimo governo della Repubblica Federale Tedesca, in carica dal 12 marzo 1987 al 18 gennaio 1991 durante l'11ª legislatura del Bundestag.
Il governo, con Helmut Kohl come cancelliere, era sostenuto da una coalizione "giallo-nera" composta dall'Unione Democratico Cristiana (CDU), dall'Unione cristiano sociale bavarese (CSU), dal Partito liberaldemocratico (FDP) e dal 1990 dall'Unione Sociale Tedesca (DSU).
Il governo si formò dopo le elezioni del 1987, riconfermano la coalizione del secondo governo Kohl.
Il 3 ottobre 1990, dopo la riunificazione, divenne il governo di tutta la Germania; alcuni dirigenti della DDR entrarono nel governo come ministri senza portafoglio. La coalizione vincerà le elezioni federali del 1990 formando il quarto governo Kohl.

## Situazione Parlamentare
| Camera    | Collocazione | Partiti                           | Seggi     |
| --------- | ------------ | --------------------------------- | --------- |
| Bundestag | Maggioranza  | CDU/DSU (185), CSU (49), FDP (48) | 282 / 519 |
| Bundestag | Opposizione  | SPD (193), I Verdi (44)           | 237 / 519 |

## Composizione
| Ministero                                      | Nome | Nome                                                                 | Partito |
| ---------------------------------------------- | ---- | -------------------------------------------------------------------- | ------- |
| Cancelliere federale                           |      | Helmut Kohl                                                          | CDU     |
| Affari esteri, Vice-cancelliere                |      | Hans-Dietrich Genscher                                               | FDP     |
| Interni                                        |      | Friedrich Zimmermann fino al 21/04/1989                              | CSU     |
| Interni                                        |      | Wolfgang Schäuble                                                    | CDU     |
| Giustizia                                      |      | Hans A. Engelhard                                                    | FDP     |
| Finanze                                        |      | Gerhard Stoltenberg fino al 21/04/1989                               | CDU     |
| Finanze                                        |      | Theodor Waigel                                                       | CSU     |
| Economia                                       |      | Martin Bangemann fino al 09/12/1988                                  | FDP     |
| Economia                                       |      | Helmut Haussmann                                                     | FDP     |
| Agricoltura e foreste                          |      | Ignaz Kiechle                                                        | CSU     |
| Rapporti con la Germania Est                   |      | Dorothee Wilms                                                       | CDU     |
| Lavoro e solidarietà sociale                   |      | Norbert Blüm                                                         | CDU     |
| Difesa                                         |      | Manfred Wörner fino al 18/05/1988                                    | CDU     |
| Difesa                                         |      | Rupert Scholz fino al 21/04/1989                                     | CDU     |
| Difesa                                         |      | Gerhard Stoltenberg                                                  | CDU     |
| Gioventù, famiglia, pari opportunità e Sanità  |      | Rita Süssmuth fino al 09/12/1988                                     | CDU     |
| Gioventù, famiglia, pari opportunità e Sanità  |      | Ursula Lehr                                                          | CDU     |
| Trasporti                                      |      | Jürgen Warnke fino al 21/04/1989                                     | CSU     |
| Trasporti                                      |      | Friedrich Zimmermann                                                 | CSU     |
| Ambiente                                       |      | Walter Wallmann fino al 07/05/1987                                   | CDU     |
| Ambiente                                       |      | Klaus Töpfer                                                         | CDU     |
| Poste e telecomunicazioni                      |      | Christian Schwarz-Schilling                                          | CDU     |
| Ubanizzazione e territorio                     |      | Oscar Schneider fino al 21/04/1989                                   | CSU     |
| Ubanizzazione e territorio                     |      | Gerda Hasselfeldt                                                    | CSU     |
| Ricerca e Tecnologia                           |      | Heinz Riesenhuber                                                    | CDU     |
| Formazione e scienze                           |      | Jürgen W. Möllemann                                                  | FDP     |
| Cooperazione economica                         |      | Hans Klein fino al 21/04/1989                                        | CSU     |
| Cooperazione economica                         |      | Jürgen Warnke                                                        | CSU     |
| Senza portafoglio                              |      | Wolfgang Schäuble Capo della cancelleria federale fino al 21/04/1989 | CDU     |
| Senza portafoglio                              |      | Rudolf Seiters Capo della cancelleria federale                       | CDU     |
| Senza portafoglio dal 21/04/1989               |      | Hans Klein Portavoce del governo federale                            | CSU     |
| Senza portafoglio dal 03/10/1990               |      | Sabine Bergmann-Pohl                                                 | CDU     |
| Senza portafoglio dal 03/10/1990               |      | Günther Krause                                                       | CDU     |
| Senza portafoglio Dal 03/10/1990 al 19/12/1990 |      | Lothar de Maizière                                                   | CDU     |
| Senza portafoglio dal 03/10/1990               |      | Rainer Ortleb                                                        | FDP     |
| Senza portafoglio dal 03/10/1990               |      | Hansjoachim Walther                                                  | DSU     |